# 世界足球 胜利十一人9
《世界足球 胜利十一人9》是一款由科乐美公司制作和发行的足球类游戏。本游戏于2005年8月4日在日本地区PlayStation 2发行，于2005年10月21日在欧洲地区发行。
游戏增加了更为现实的面部表情。此外引入了雪天模式。
本游戏美国地区PlayStation 2和PC版都收到普遍好评。